# Ryen
Ryen je část obvodu Nordstrand. Čtvrť se nachází částečně v okrese Østensjø a částečně v okrese Nordstrand.

## Název
Oblast je pojmenována podle staré farmy Ryen, která byla zbourána v roce 1983 a nacházela se přibližně v místech dnešního Ryenhjemmetu. Název Ryen je pravděpodobně odvozen od Rugvin (louka, na které se pěstuje žito).

## Historie

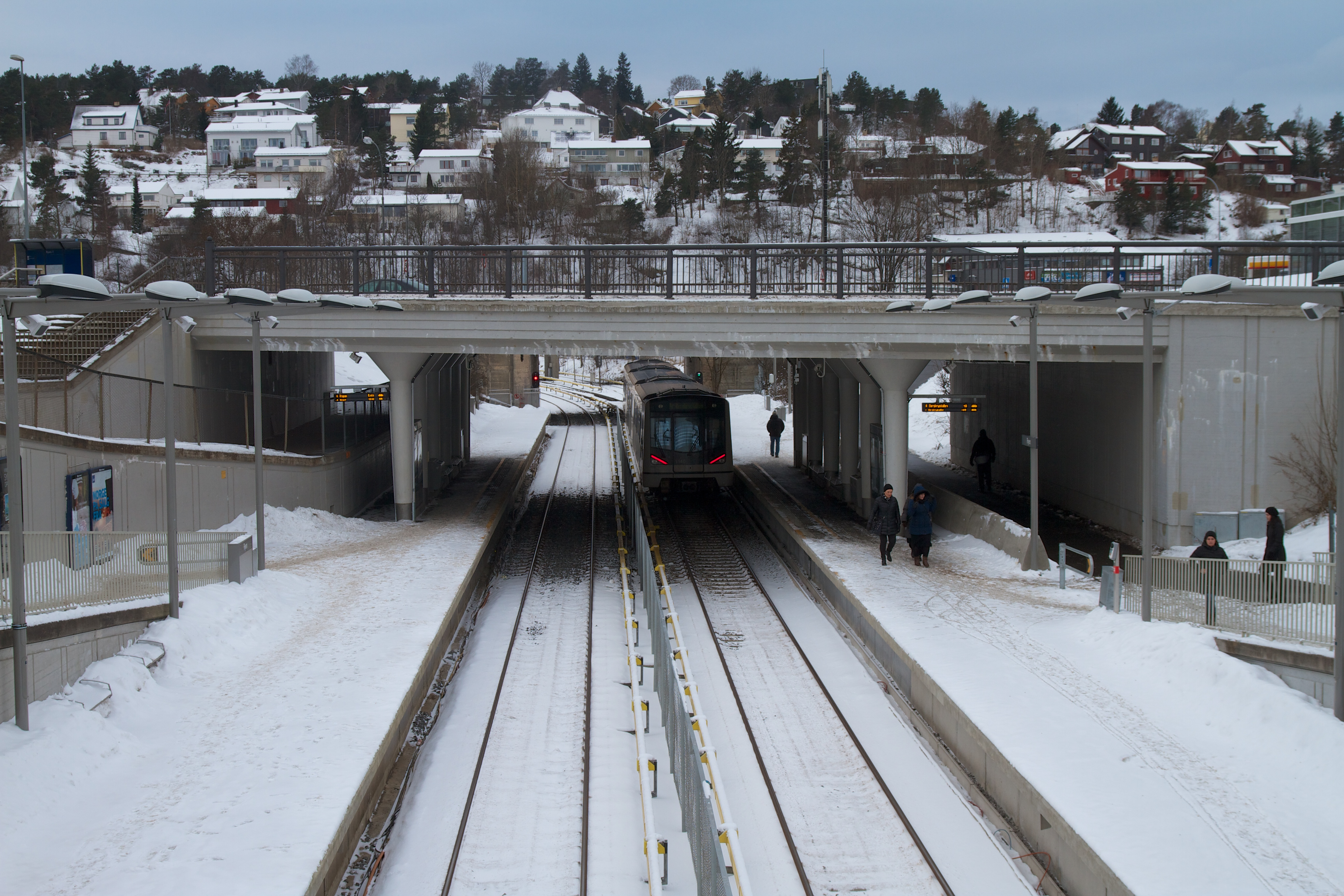
Domy a stejnojmenná stanice metra.

Ryen byl dříve součástí Oslohverfi (= Oslogrenda, středověký název čtvrti u Baltského moře) a statek Ryen mohl být vykácen již kolem roku 500. V roce 1850 se Ryen stal součástí města Oslohverfi.
Na statek Ryen vedla po strmých svazích prastará cesta. Ta se stala přístupnou na saních poté, co byly v 18. století v údolí u Ryenbergetu odstřeleny některé skály. V roce 1200, kdy zemědělci ve východním Norsku povstali proti králi Sverremu, byli na Ryenberget vysláni zvědové. Poručík Vibe v roce 1838 na své mapě označil nejvyšší bod jako "Ryen Borg" a již dříve se poblíž nacházela mohyla, takže hora byla pravděpodobně důležitým vojenským bodem pro Oslo. Vrchol se dodnes nazývá Ryen varde.
Oblast je obsluhována stanicí Ryen osloského metra T-bane. V Ryenu se nachází východní depo rychlodrážního systému. Do roku 1967 ji obsluhovala také stanice Simensbråten osloské tramvajové dopravy. V průběhu let se také zvýšil počet obyvatel.